# Haglundia sarmentorum
Haglundia sarmentorum är en svampart som beskrevs av Svrcek 1967. Haglundia sarmentorum ingår i släktet Haglundia och familjen Dermateaceae.   Inga underarter finns listade i Catalogue of Life.